# Riserva naturale integrale Grotta di Entella
La Riserva naturale integrale Grotta di Entella è un'area naturale protetta della Regione Siciliana nel comune arbëreshë di Contessa Entellina.

## Territorio
La Grotta di Entella è una formazione carsica che si sviluppa all'interno della Rocca di Entella (557 m s.l.m.), un rilievo isolato di origine gessosa, che sorge in prossimità della confluenza del fiume Belice Sinistro con il Belice Destro.

## Flora
L'area circostante la Rocca è dominata da una prateria ad ampelodesma. Sui costoni rocciosi è presente una ricca vegetazione rupicola particolare, con presenza di specie adatte ai substrati gessosi, come ad esempio Sedum gypsicola e Diplotaxis crassifolia. Altre specie specie presenti sono Euphorbia dendroides e Gypsophila arrostii.

## Fauna
Le pareti rocciose della rocca ospitano diverse specie di uccelli tra cui la poiana, il falco pellegrino e il gheppio. Lo sbarramento del fiume Belice operato dalla Diga Garcia, che sorge ai piedi della Rocca, ha dato vita ad un lago artificiale, divenuto area di sosta per gli uccelli migratori.